# Betty Veizaga Siles
Natividad Betty Veizaga Siles (1957, Vacas, Bolivia) es una cantante, músico y compositora de la música folclórica boliviana, principalmente en Idioma quechua. 

## Biografía
Nació en la población de Vacas, Departamento de Cochabamba, Bolivia, el 25 de diciembre de 1957. Desde muy niña manifestó su interés por la música, su carrera artística comenzó con su participación, acompañado de sus hermanos, en un programa infantil de la emisora católica Radio San Rafael de la ciudad de Cochabamba, cuando apenas contaba con ocho años. Durante sus años de estudiante colegial, formó el grupo musical «Las Zagalas», conformado por mujeres, entre ellas estaba la también cantautora Ana Cristina Céspedes. 
En 1980 se integró, junto a sus hermanos, al Grupo Pukaj Wayra en Estocolmo (Suecia), fundado por Ruffo Zurita, desde entonces es la vocalista, y a la vez ejecuta instrumentos autóctonos, como el charango, y el ronroco. 
Retornan a Bolivia con su esposo definitivamente en 1987 y, al ver la necesidad de una escuela en la zona de «Cerro Verde», un barrio pobre de la ciudad de Cochabamba, emprenden el proyecto de construir una escuela, para lo cual destinaron todas las ganancias del disco «Vi bygger en skola» (Construimos una escuela), grabado en 1986 con esa finalidad, contando además con el apoyo de una escuela y del gobierno de Suecia. El proyecto concluyó en 1990 con la entrega de la Escuela «Vikinga-Boliviana».
En 1992 participó en el XXVI «Festival Lauro de la Canción Boliviana», obteniendo el primer lugar como solista y ñust'a cochabambina.
También forma parte del Dúo Takiytinku, junto a su esposo Ruffo Zurita y, asimismo, forma un dúo con su hija Quilla Zurita Veizaga. Además, ha grabado junto a otros artistas como los Kjarkas, Ayopayamanta, Rolando Quinteros y otros.
Ha realizado giras artísticas con su grupo y otros grupos por varios países del mundo, como: Suecia, Alemania, Francia, Italia, EE. UU., Argentina y otros.

## Discografía

### Betty Veizaga y el Grupo Pukaj Wayra
- Ama Sua, Ama Qhella, Ama Llulla, Lyrichord disc - Estados Unidos, 1981.
- Vi bygger en skola, 1987.
- Vaqueñita, Lauro - Bolivia, 1993.
- Tinkuy, Lauro - Bolivia, 1994
- Así es mi tierra, Lauro - Bolivia, 1997; Sol de los Andes - Ecuador, 1998.
- Con sentimiento a mi tierra, Lauro - Bolivia, 1999.
- Canta conmigo ..., Lauro - Bolivia, 2000.
- El valluno cholero, Bolivia.

### Betty - Quilla y el Grupo Pukaj Wayra
- Nuestra ilusión, Lauro - Bolivia, 2003.
- A mi Bolivia, Bolivia, 2009.

### Betty - Quilla
- Con lo mejor y algo más, Bolivia.

### Dúo Takiytinku (Ruffo Zurita - Betty Veizaga)
- Un encuentro de canto tradicional, Bolivia.
- El valluno cholero, Bolivia.
- Lo Nuevo, lo Mejor de Pukay Wayra, Bolivia.
- Soledad, Bolivia, 2010.

### Betty Veizaga y Rolando Quinteros
- Carnavaleando con..., Bolivia.

### Betty Veizaga
- Vamos al carnaval con..., Bolivia.